# Фрик, Яник
Яник Фрик(нем. Yanik Frick); 27 мая 1998 года, Листаль, Швейцария) — лихтенштейнский футболист, нападающий.
Яник является старшим сыном лучшего бомбардира в истории сборной Лихтенштейна Марио Фрика. Его младший брат — Ноа Фрик игрок сборной.

## Карьера
Фрик начал играть в футбол в академии «Сиены» в возрасте 6 лет. Футболист также прошёл академии таких клубов как Вадуц, Санкт-Галлен и Эшен-Маурен.
Игрок начал свою профессиональную карьеру в австрийском клубе «Райндорф Альтах» в 2016 году, подписав контракт с резервной командой. Его первое выступление за клуб состоялось против команды академии «Цюриха». Он также тренировался с первой командой раз в неделю. Игрок забил свой первый гол за клуб 31 июля 2016 года в матче против «Аустрии». В общей сложности он забил пять голов в двадцати трех матчах за команду.
После ухода из «Райндорф Альтаха» игроком интересовались такой итальянский клуб как «Карпи 1909». В июле 2017 года он подписал трехлетний контракт с «Перуджей» на правах свободного агента. Он дебютировал за клуб в Кубке Италии против «Губбио» 6 августа 2017 года. В общей сложности Фрик провел за команду всего три матча в чемпионате, так как из за частых травм не мог вернуться в основной состав.
В январе 2018 года он был продан «Ливорно», контракт с которым был рассчитан до 2021 года. Затем он был немедленно отдан в аренду «Пьянчецу». 6 марта 2018 года Фрик дебютировал в Серии С за клуб в матче против «Кунео», а через семь минут после начала матча он забил свой первый гол. Он забил свой второй гол за клуб 7 апреля 2018 года в матче против «Пизы». По окончании аренды разорвал с «Ливорно» контракт.
14 февраля 2022 года стал игроком румынского клуба «Чахлэул».

## Международная карьера
Яник Фрик  дебютировал за сборную Лихтенштейна в игре против команды Албании 6 октября 2016 года.